# Virginia Capers
Virginia Capers (Sumter, 22 settembre 1925 – Los Angeles, 6 maggio 2004) è stata un'attrice statunitense.
Ha recitato a Broadway nei musical Jamaica (1957), Saratoga (1959) e Raisin (1973), per cui ha vinto il Tony Award alla miglior attrice protagonista in un musical.

## Filmografia parziale

### Cinema
- Rivolta al braccio d (House of Women) , regia di Walter Doniger (1962)
- L'uomo perduto (The Lost Man), regia di Robert Alan Arthur (1969)
- Per salire più in basso (The Great White Hope), regia di Martin Ritt (1970)
- L'infallibile pistolero strabico (Support Your Local Gunfighter), regia di Burt Kennedy (1971)
- Il grande Jake (Big Jake), regia di George Sherman (1971)
- Una nuova vita per Liz (The Late Liz), regia di Dick Ross (1971)
- La signora del blues (Lady Sings the Blues), regia di Sidney J. Furie (1972)
- Nanù, il figlio della giungla (The World's Greatest Athlete), regia di Robert Scheerer (1973)
- Giocattolo a ore (The Toy), regia di Richard Donner (1982)
- Una pazza giornata di vacanza (Ferris Bueller's Day Off), regia di John Hughes (1986)
- Howard e il destino del mondo (Howard the Duck), regia di Willard Huyck (1986)
- Congiure parallele (Backfire), regia di Gilbert Cates (1988)
- Tina - What's Love Got to Do with It (What's Love Got to Do with It), regia di Brian Gibson (1993)
- Beethoven 2 (Beethoven's 2nd), regia di Rod Daniel (1993)

### Televisione
- Have Gun - Will Travel – serie TV, episodio 5x04 (1961)
- Io e i miei tre figli (My Three Sons) – serie TV, episodio 10x16 (1970)
- La signora in giallo (Murder, She Wrote) – serie TV,  episodio 2x13 (1986)

## Teatro
- Porgy and Bess, colonna sonora di George Gershwin, per il libretto di DuBose Heyward, e testi di Ira Gershwin. Tour statunitense (1958)
- Show Boat, colonna sonora di Jerome Kern, libretto di Oscar Hammerstein II. Tour della costa Ovest (1960)
- Kiss Me, Kate, colonna sonora di Cole Porter, libretto di Bella e Samuel Spewack. Tour californiano (1964)
- Show Boat, colonna sonora di Jerome Kern, libretto di Oscar Hammerstein II. Hyatt Music Theatre di Burlinghame (1964), Los Angeles Civic Light Opera (1967)
- Raisin, colonna sonora di Judd Woldin, libretto di Charlotte Zaltzberg e Robert Nemiroff. Arena Stage di Washington, Richard Rodgers Theatre di Broadway (1973), tour USA (1975)

## Doppiatrici italiane
- Germana Dominici in Willy, il principe di Bel-Air
- Anna Miserocchi in Howard e il destino del mondo